# Knyahinya (Meteorit)
Koordinaten: 48° 58′ 34″ N, 22° 28′ 45″ O

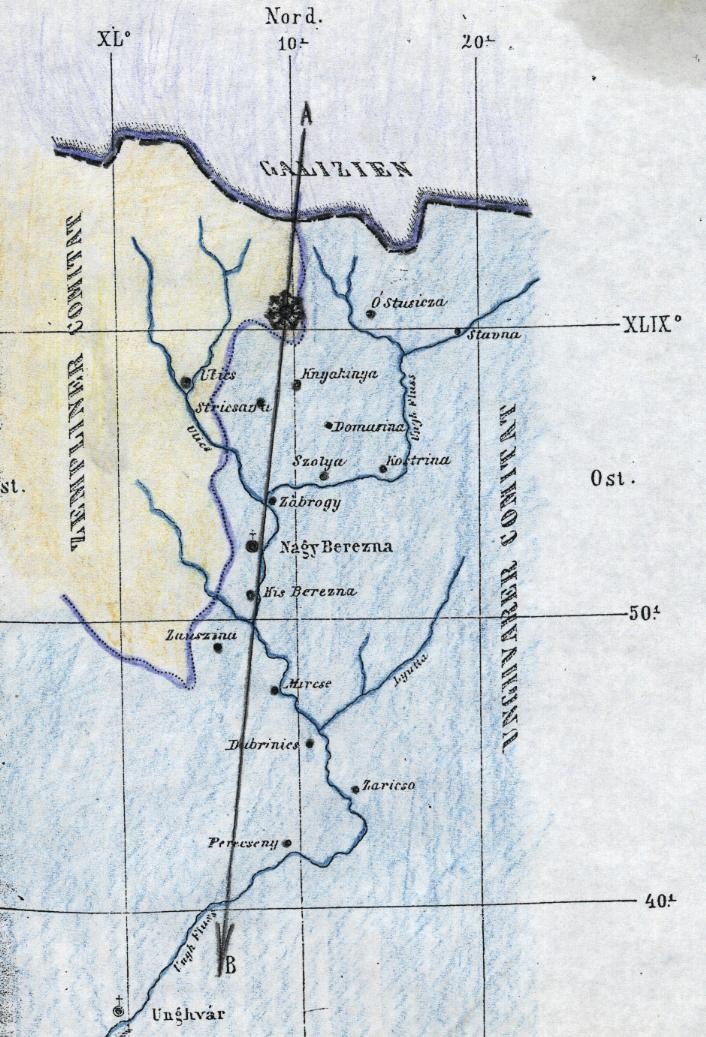
Karte des Fallgebietes

Der Meteorit Knyahinya war der bedeutendste Einschlag eines Meteoroiden in Europa in historischer Zeit. Lange Zeit galt dieser Meteorit als der weltweit schwerste Steinmeteorit.
Der Einschlag erfolgte in den Bergen nördlich der in der heutigen Ukraine gelegenen Ortschaft Knjahynja (Oblast Transkarpatien, Rajon Welykyj Beresnyj) am 9. Juni 1866 zwischen 16:00 und 17:00 Uhr. Es liegen zahlreiche Augenzeugenberichte vor, die später auch zeichnerisch festgehalten wurden. Danach zerteilte sich der Meteor beim Eintritt in die Erdatmosphäre in über 1000 Teile.
In der Folge wurde das Einschlaggebiet nach Meteoriten abgesucht. Der vom größten Teilstück erzeugte Meteoritenkrater war nur wenige 100 Meter von der heutigen slowakischen Grenze entfernt. Die Funde und dieser Einschlagkrater wurden später nach der nächstgelegenen Ortschaft Knyahinya benannt. Der Meteorit wurde zuerst von dem österreichischen Geologen Wilhelm Ritter von Haidinger beschrieben und der Gruppe der Chondrite zugeordnet. Der mit 279,766 kg massereichste Teil des auf insgesamt 500 kg geschätzten Meteoriten wurde dem Naturhistorischen Museum Wien (NHMV) überlassen, wo er am Eingang von Saal V heute noch in einer Vitrine zu betrachten ist. Er zählt dort unter der Nummer 15 zu den TOP 100 der Ausstellungsstücke.

## Weblinks

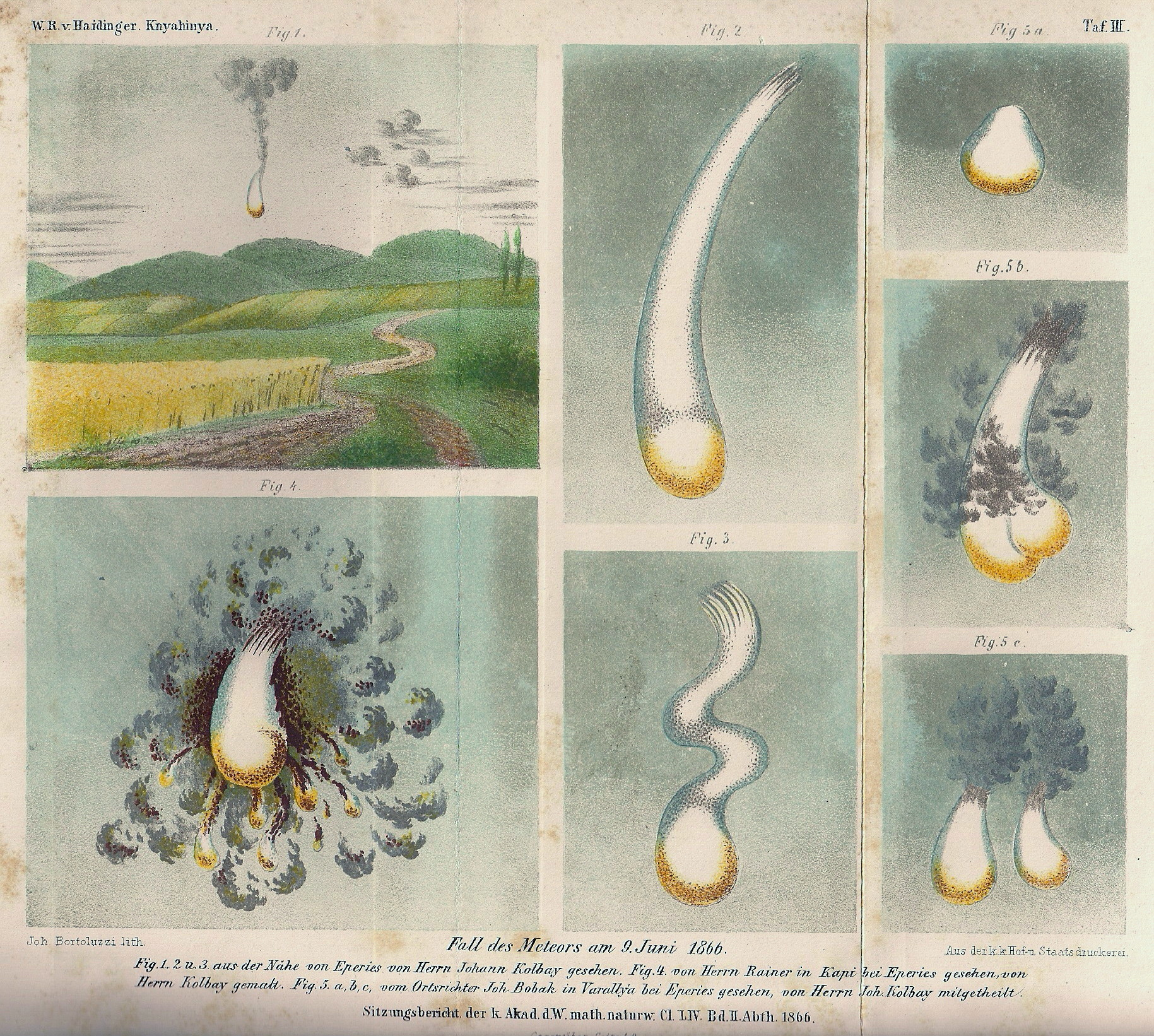
Zeitgenössische Darstellung des Meteoritenfalls von Knyahinya
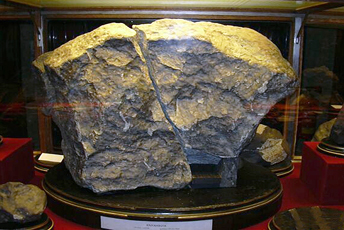
Der Knyahinya-Meteorit im Naturhistorischen Museum Wien